# سیارک ۲۰۰۱۶
سیارک ۲۰۰۱۶ (به انگلیسی: 20016 Rietschel، نامگذاری:1991TU13) بیست هزار و شانزدهمین سیارک کشف شده‌است که در ۸ اکتبر ۱۹۹۱ کشف شد.
قدر مطلق سیارک برابر ۱۵٫۱۰ است.